# ريد تيمر
ريد تيمر (بالإنجليزية: Reed Timmer)‏ هو عالم أرصاد أمريكي، ولد في 17 مارس 1980 في غراند رابيدز في الولايات المتحدة.

## وصلات خارجية
- ريد تيمر على موقع IMDb (الإنجليزية)
- ريد تيمر على موقع قاعدة بيانات الفيلم (الإنجليزية)